# La Famille Barring
Pour plus de détails, voir Fiche technique et Distribution.
La Famille Barring (Die Barrings) est un film allemand réalisé par Rolf Thiele sorti en 1955, d'après le roman de William von Simpson.

## Synopsis
Prusse-Orientale, fin du XIXe siècle. Fried von Barring, fils d'un grand propriétaire terrien, tombe amoureux de l'extravagante Gerda von Eyff, dont la famille a des difficultés économiques. Contre la volonté de son père, il épouse la femme exigeante et capricieuse. Le mariage ne dure pas très longtemps, car Gerda gaspille tellement qu'après la mort du vieux Archibald von Barring le manoir connaît une grave crise financière et doit être vendu. Fried von Barring se rend compte trop tard qu'il a épousé la mauvaise von Eyff et qu'il était mieux sa sœur Gisa.
Un jour, Gisa frôle la mort lorsqu'elle est renversée et piétinée par des chevaux rebelles. Au dernier moment, Fried parvient à sauver sa belle-sœur de cette horrible mort. Il est cependant blessé. Après de grands soins, Fried doit accepter qu'il sera probablement paralysé pour le reste de sa vie. Avant que sa femme Gerda, qui n'est plus en Prusse orientale, se rende à Berlin, Fried meurt. Gerda n'a que le désir de devenir une dame de la grande société dans la capitale impériale.

## Fiche technique
- Titre français : La Famille Barring[1]
- Titre original allemand : Die Barrings
- Réalisation : Rolf Thiele assisté d'Ilona Juranyi et d'Elly Rauch
- Scénario : Felix Lützkendorf, Rolf Thiele
- Musique : Friedrich Meyer
- Direction artistique : Walter Haag, Hans Kutzner
- Costume : Charlotte Flemming, Margot Schönberger
- Photographie : Günther Anders
- Son : Hans Joachim Richter
- Montage : Alexandra Anatra
- Production : Luggi Waldleitner
- Sociétés de production : Roxy Film
- Société de distribution : Deutsche London-Film Verleih
- Pays de production :  Allemagne de l'Ouest
- Langue : allemand
- Format : Noir et blanc - 1,37:1 - Mono - 35 mm
- Genre : Drame
- Durée : 107 minutes
- Dates de sortie :
  - Allemagne de l'Ouest : 27 octobre 1955.
  - Autriche : 1er février 1956.
  - France : 24 mai 1957[1].

## Distribution
- Dieter Borsche : Fried von Barring
- Nadja Tiller : Gerda von Eyff
- Sonja Sutter : Gisa von Eyff
- Paul Hartmann : Archibald von Barring
- Lil Dagover : Thilde von Barring
- Heinz Hilpert : Le baron von Eyff
- Olga Tschechowa : Amelie von Eyff
- Ida Wüst : Tante Ulrike
- Jan Hendriks : Le comte Wilda
- Tilo von Berlepsch (de) : Emanuel von Eyff
- Gerhard Holleschek : Lachmanski
- Erik von Loewis : Herbst
- Eugen Bergen : Arnoldi
- Ernst von Klipstein (de) : Dr. Bremer
- Benno Hoffmann : L'inspecteur domanial Barbknecht
- Andrea Schoder : Charlotte, la gouvernante